# Unidos de Queimados
Grêmio Recreativo Escola de Samba Unidos de Queimados (ou simplesmente Unidos de Queimados) é uma escola de samba da cidade de Queimados, sediada na Vila Central.

## Segmentos

### Presidentes
| Nome                 | Mandato               | Ref.  |
| -------------------- | --------------------- | ----- |
| Jorge Henrique Tampa | Fundação - Atualidade | [ 3 ] |

### Intérpretes
| Período | Intérprete oficial |
| ------- | ------------------ |
| 2019-   | Rogério Silva      |

### Corte de bateria
| Período | Rainha               | Rei         | Ref.        |
| ------- | -------------------- | ----------- | ----------- |
| 2019-   | Carmem Lúcia de Lima | Alan Brener | [ 4 ] [ 5 ] |

### Casal de Mestre-sala e Porta-bandeira
| Ano  | Nome                           |
| ---- | ------------------------------ |
| 2019 | Carlos Augusto e Natália Rocha |

## Carnavais
| Ano  | Colocação | Grupo   | Enredo                           | Carnavalesco | Ref.  |
| ---- | --------- | ------- | -------------------------------- | ------------ | ----- |
| 2019 | 13° Lugar | Série E | Queimados - O aroma do progresso | Max Braga    | [ 6 ] |